# 부귀산
부귀산(富貴山)은 전북특별자치도 진안군에 있는 높이 806m의 산이다. 이 산에는 고림사라는 천년사찰이 있고 풍수지리설 때문인지는 몰라도 정상에 묘지가 3기가 있다. 금남호남정맥길이 지난다.

## 같이 보기
- 한국의 산
- 금남호남정맥